# Xanthoriicola physciae
Xanthoriicola physciae är en svampart som först beskrevs av Károly Kalchbrenner, och fick sitt nu gällande namn av David Leslie Hawksworth 1973. Xanthoriicola physciae ingår i släktet Xanthoriicola, divisionen sporsäcksvampar och riket svampar.  Arten är reproducerande i Sverige. Inga underarter finns listade i Catalogue of Life.